# چکر رکوردز
چکر رکوردز (انگلیسی: Checker Records) شرکت نشر موسیقی آمریکایی است، که در سال ۱۹۵۲ توسط لنرد چیس و فیل چیس تأسیس شد.